# Аржакова, Лариса Михайловна
Лари́са Миха́йловна Аржакова (род. 10 января 1961, Москва) — российский историк-славист. Доктор исторических наук, ведущий научный сотрудник Отдела истории славянских народов Центральной Европы в Новое время Института славяноведения РАН. Профессор кафедры международных отношений РАНХиГС.
Область научных интересов: история Центрально-Восточной Европы, в частности, история западных славян в раннее Новое и Новое время, история славяноведения, история русско-польских отношений и культурных контактов.

## Биография
В 1985 году окончила исторический факультет Ленинградского государственного университета им. А. А. Жданова (ныне Санкт-Петербургский государственный университет) (научный руководитель профессор В. А. Якубский).
В 1989—1993 годах обучалась в заочной аспирантуре Института славяноведения и балканистики АН СССР. В 2000 г. в Институте славяноведения РАН защитила кандидатскую диссертацию на тему «Турецкий вопрос в польской публицистике конца XVI века» (научный руководитель — Борис Николаевич Флоря).
Работала в Институте социально-экономических проблем АН СССР (РАН), Ленинградском государственном педагогическом университете им. А. И. Герцена.
В 2002—2020 гг. работала на кафедре истории славянских и балканских стран Санкт-Петербургского государственного университета.
В 2015 г. в МГУ им. М. В. Ломоносова, на истфаке, защитила докторскую диссертацию «Польский вопрос и его преломление в российской исторической полонистике XIX века» (ведущая организация: ФГБОУ ВПО «Российская академия народного хозяйства и государственной службы при Президенте Российской Федерации». Оппоненты: И. Г. Воробьева, В. Я. Гросул и М. В. Лескинен).
С 2021 года работает в Институте славяноведения РАН, ведущий научный сотрудник Отдела истории славянских народов Центральной Европы в Новое время (Центр по изучению истории многонациональной Австрийской империи).

## Основные работы
Книги
- Российская историческая полонистика и польский вопрос в XIX веке. — СПб. Изд-во Санкт-Петербургского ун-та, 2010. — 343, [1] с.; 20 см; ISBN 978-5-288-05022-0

Учебники
автор учебно-методических пособий, предназначенных для студентов, ориентирующихся на историю славянских и балканских стран
диссертации
- Аржакова, Лариса Михайловна. Турецкий вопрос в польской публицистике конца XVI века : диссертация … кандидата исторических наук : 07.00.03. — Москва, 1999. — 233 с.
- Аржакова, Лариса Михайловна. Польский вопрос и его преломление в российской исторической полонистике XIX в. : диссертация … доктора исторических наук : 07.00.09 / Аржакова Лариса Михайловна; [Место защиты: Федеральное государственное бюджетное образовательное учреждение высшего образования «Московский государственный университет имени М. В. Ломоносова»]. — Москва, 2015. — 543 с.

статьи
- Аржакова Л. М. Диссидентский вопрос и падение Речи Посполитой (дореволюционная отечественная историография проблемы) // Studia Slavica et Balcanica Petropolitana = Петербургские славянские и балканские исследования. — 2008. — № 1. — С. 31–39. Архивировано 5 марта 2016 года.
- Патриотизм и геополитика: соотношение этих понятий в российской полонистике XIX века // Formuły patriotyzmu w Europie Wschodniej i Środkowej od nowożytności do współczesności. Kraków: Polska Akademia Umiejętności, 2009. С. 229—242.
- Н. И. Кареев и его интерпретация причин падения Речи Посполитой // Вестник СПбГУ. Сер. 2. История. Вып. 3. 2010. С. 36-45.
- Н. Я. Данилевский и его современники о месте поляков в славянском мире // Славянский альманах. 2008. М.: Индрик, 2009. С. 69-80.
- Н. И. Павлищев — полонист, о котором забыли // Prospice sed respice: Проблемы славяноведения и медиевистики. СПб., 2009. С. 220—235.
- Денис Давыдов и польский вопрос Денис Давыдов и польский вопрос // Культура и история. СПб., 2009. С. 158—173.
- Долгая пауза после блистательных успехов: Русская историческая полонистика на исходе XIX века // Славяноведение. № 1. 2010. С. 44-53.
- Отечественная полонистика первых десятилетий XX века // Славянский альманах. 2012. С. 155—163.
- Былая Речь Посполитая глазами петербургского поляка пореформенной эпохи // Проблемы социальной истории и культуры средних веков и раннего нового времени. Вып. 9. СПб., 2012. С. 247—256.
- Польский вопрос в 1914 году (по «Запискам…» Г. Н. Михайловского) // Вестник СПбГУ. Серия 2. История. Вып. 4. 2012. С. 68-76.
- Польский вопрос в России XIX века (трактовка и время возникновения) // Вестник Тверского государственного университета. Сер. История. № 3. 2014. С. 4-17.
- Ещё раз о польском вопросе // Częstochowskie teki historyczne. T. VI. 2016. С. 169—182.
- Российская полонистика в годы Первой мировой войны (сочинения А. Л. Погодина) // W cieniu
- Walczących imperiów. Europa Wschodnia podczas I wojny Światowej. Poznań, 2016. С. 375—389.
- Русский историк А. Л. Погодин об истории Польши и польском вопросе // Przegląd Wschodnioeuropejski. VIII/2. Wydawnictwo Uniwersytetu Warmińsko-Mazurskiego w Olsztynie. 2017. VIII/2. С. 35-45.
- Славистика в Санкт-Петербургском университете // Studia Slavica et Balcanica Petropolitana. № 2 (22). 2017. С. 172—184.
- «Польша, как это ни странно, — неведомая страна, terra incognita, для русского человека» // Новейшая история России. 2018. Т. 8. № 1. С. 130—141.
- Группировка станьчиков как проявление (само)организации краковских консерваторов, ориентированных на Вену // Славянский альманах. 2018. № 3-4. С. 40-52.